# بدر بن راشد آل خليفة
بدر بن راشد آل خليفة (مواليد 1974) من عائلة آل خليفة الحاكمة في مملكة البحرين. والده هو راشد بن عبد العزيز آل خليفة.

## السيرة الذاتية
حصل على شهادته الجامعية من جامعة بوسطن الأمريكية. يعمل حاليا رئيس وحدة الموارد البشرية والعلاقات النقابية بشركة البحرين للاتصالات السلكية واللاسلكية. وسابقا عمل مدير الموارد البشرية والعلاقات العامة بشركة ألمنيوم البحرين. كما تولى منصب نائب رئيس الاتحاد البحريني لرفع الأثقال وكمال الأجسام.